# Pierre de Jean
Pierre de Jean, noto impropriamente anche come Pierre de Moussy (Cahors, ... – Villalier, 17 marzo 1338), è stato un vescovo cattolico francese.

## Biografia
Pierre de Jean nacque a Cahors nella seconda metà del XIII secolo in una ricca famiglia di caorsini del Quercy. Figlio del cavaliere Bernard de Jean e di Marguerite Duèze, sorella di papa Giovanni XXII, fu indirizzato alla carriera ecclesiastica e, come suo fratello Gauscelin, beneficiò grandemente dell'ampio nepotismo praticato dallo zio pontefice.
Nel 1309 subentrò al fratello nel godimento dei benefici ecclesiastici di Portet nell'diocesi di Tolosa e nel 1316 anche nel canonicato di Cahors. Dal 10 agosto 1317 fu canonico di Langres, dal 1º giugno 1318 canonico di Le Mans e dal 1º settembre dello stesso anno canonico di Bayeux. Il 17 febbraio 1321 fu nominato vescovo di Meaux, ricevendo la consacrazione episcopale il successivo 10 maggio dalle mani del cardinale Bérenger de Frédol il Giovane. Nel 1325 fu trasferito alla sede di Viviers e meno di un anno dopo a quella di Bayeux. Infine nel 1330 fu trasferito alla diocesi di Carcassonne. Questi continui trasferimenti furono promozioni dal punto di vista economico: la sede di Meaux garantiva infatti al suo vescovo una rendita di 2000 fiorini, mentre quelle di Viviers e Bayeux fruttavano 4400 fiorini e quella di Carcassonne ben 6600 fiorini.
Pierre de Jean morì nel suo palazzo vescovile di Villalier il 17 marzo 1338.

## Genealogia episcopale
La genealogia episcopale è:
- Cardinale Bérenger de Frédol il Giovane
- Vescovo Pierre de Jean